# Grand Central-42nd Street
Grand Central-42nd Street is een station van de metro van New York aan de Flushing Line en de Lexington Avenue Line. Het station wordt verbonden met het station Times Square-42nd Street door de 42nd Street Shuttle. Het stationscomplex bedient de lijnen 4, 5, 6 en 7 en de 42nd Street Shuttle.
Het station ligt naast Grand Central Terminal het centrale station dat alle lijnen van de Metro-North Railroad ten oosten van de Hudson met elkaar verbindt. Het station ligt op de hoek van Park Avenue en 42nd Street met delen die zich uitstrekken tot Lexington Avenue.
Het station bevindt zich op de hoek van Lexington Avenue en East 42nd Street. Het is gelegen in Manhattan. Het is geopend op 22 juni 1915.
Met ruim 44,6 miljoen reizigers in 2008 was dit station het op een na drukste metrostation in New York.

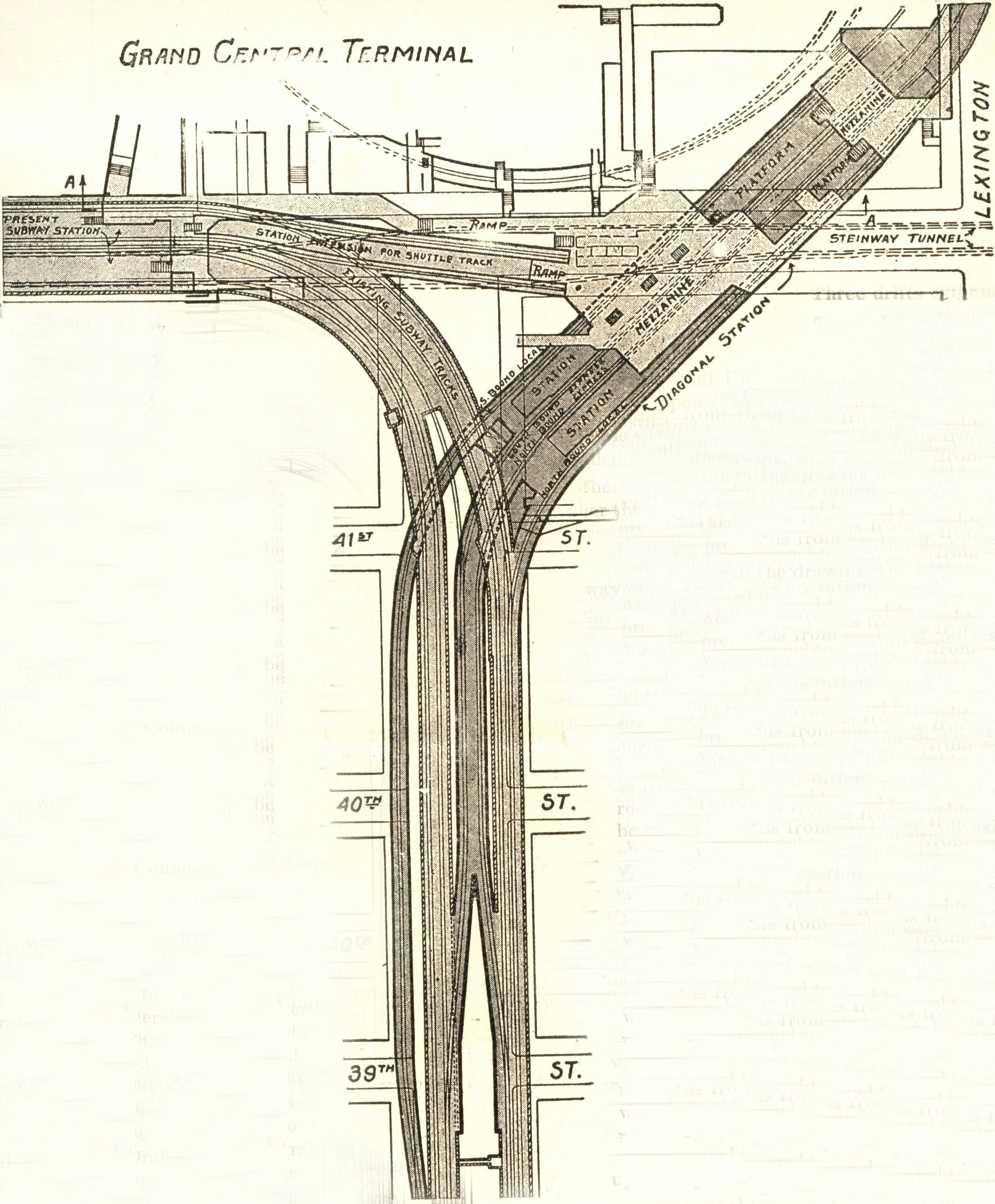
plattegrond uit 1918

## Lexington Avenue Line
Het station voor de Lexington Avenue Line werd ten tijde van de bouw het "diagonale station" genoemd omdat het station onder een hoek van 45° ligt ten opzichte van het rechthoekige stratenpatroon. De zware draagconstructie voor het bovenliggende station is duidelijk zichtbaar. De sneltreinen en stoptreinen van de lijnen 4, 5 en 6 doen dit station aan.

## Flushing Line
Het station bevindt zich ondergronds. Metrolijn 7 doet het station gedurende de hele dag aan.
De expressdienst van lijn 7  doet hier tot 22:00 dienst.

## 42nd Street Shuttle
De perrons van de shuttle dateren van de aanleg van de eerste metrolijn in 1904. Het toenmalige station was ingericht als een express-station met 2 eilandperrons. Sindsdien is een van de vier sporen verwijderd. De sporen 3 en 4 eindigen met een stootblok. Spoor 2 sluit aan op de Lexington Avenue Line, deze verbinding wordt gebruikt om materieel van en naar de shuttle-lijn te brengen.
 ·  ·  ·  ·  ·  ·  ·  ·  · 
Van noord naar zuid:
Woodlawn · 
Mosholu Parkway · 
Bedford Park Boulevard-Lehman College · 
Kingsbridge Road · 
Fordham Road · 
183rd Street · 
Burnside Avenue · 
176th Street · 
Mount Eden Avenue · 
170th Street · 
167th Street · 
161st Street-Yankee Stadium ·
149th Street-Grand Concourse · 
138th Street-Grand Concourse · 
125th Street · 
116th Street · 
110th Street · 
103rd Street · 
96th Street · 
86th Street · 
77th Street · 
68th Street-Hunter College · 
59th Street · 
51st Street · 
Grand Central-42nd Street · 
33rd Street · 
28th Street · 
23rd Street · 
14th Street-Union Square · 
Astor Place · 
Bleecker Street · 
Spring Street · 
Canal Street · 
Brooklyn Bridge-City Hall · 
Fulton Street · 
Wall Street · 
Bowling Green · 
Borough Hall · 
Nevins Street · 
Atlantic Avenue · 
Bergen Street · 
Grand Army Plaza · 
Eastern Parkway-Brooklyn Museum · 
Franklin Avenue · 
Nostrand Avenue · 
Kingston Avenue · 
Crown Heights-Utica Avenue · 
Sutter Avenue-Rutland Road · 
Saratoga Avenue · 
Rockaway Avenue · 
Junius Street · 
Pennsylvania Avenue · 
Van Siclen Avenue · 
New Lots Avenue
Dyre Avenue Line:
Eastchester-Dyre Avenue · 
Baychester Avenue · 
Gun Hill Road  · 
Pelham Parkway · 
Morris Park

White Plains Road Line:
Nereid Avenue · 
233rd Street · 
225th Street · 
219th Street · 
Gun Hill Road · 
Burke Avenue · 
Allerton Avenue · 
Pelham Parkway · 
Bronx Park East

Van noord naar zuid:
East 180 Street · 
West Farms Square-East Tremont Avenue · 
174th Street · 
Freeman Street · 
Simpson Street · 
Intervale Avenue · 
Prospect Avenue · 
Jackson Avenue · 
3rd Avenue-149th Street · 
149th Street-Grand Concourse · 
138th Street-Grand Concourse · 
125th Street · 
86th Street · 
59th Street · 
Grand Central-42nd Street · 
14th Street-Union Square · 
Brooklyn Bridge-City Hall · 
Fulton Street · 
Wall Street · 
Bowling Green · 
Borough Hall · 
Nevins Street · 
Atlantic Avenue · 
Franklin Avenue

Nostrand Avenue Line:
President Street · 
Sterling Street · 
Winthrop Street · 
Church Avenue · 
Beverly Road · 
Newkirk Avenue · 
Brooklyn College-Flatbush Avenue

New Lots Line:
Crown Heights-Utica Avenue · 
Sutter Avenue-Rutland Road · 
Saratoga Avenue · 
Rockaway Avenue · 
Junius Street · 
Pennsylvania Avenue · 
Van Siclen Avenue · 
New Lots Avenue
Van noord naar zuid:
Pelham Bay Park · 
Buhre Avenue · 
Middletown Road · 
Westchester Square-East Tremont Avenue · 
Zerega Avenue · 
Castle Hill Avenue · 
Parkchester · 
St. Lawrence Avenue · 
Morrison Avenue-Soundview · 
Elder Avenue · 
Whitlock Avenue · 
Hunts Point Avenue · 
Longwood Avenue · 
East 149th Street · 
East 143rd Street-St. Mary's Street · 
Cypress Avenue ·
Brook Avenue · 
Third Avenue-138th Street · 
125th Street · 
116th Street · 
110th Street · 
103rd Street · 
96th Street · 
86th Street · 
77th Street · 
68th Street-Hunter College · 
59th Street · 
51st Street · 
Grand Central-42nd Street · 
33rd Street · 
28th Street · 
23rd Street · 
14th Street-Union Square · 
Astor Place · 
Bleecker Street · 
Spring Street · 
Canal Street · 
Brooklyn Bridge-City Hall
Van west naar oost:
34th Street-Hudson Yards · 
Times Square-42nd Street · 
42nd Street / Fifth Avenue-Bryant Park · 
Grand Central-42nd Street · 
Vernon Boulevard-Jackson Avenue · 
Hunters Point Avenue · 
45th Road-Court House Square · 
Queensboro Plaza · 
33rd Street-Rawson Street · 
40th Street-Lowery Street · 
46th Street-Bliss Street · 
52nd Street-Lincoln Avenue · 
61st Street-Woodside · 
69th Street · 
Roosevelt Avenue / 74th Street · 
82nd Street-Jackson Heights · 
90th Street-Elmhurst Avenue · 
Junction Boulevard · 
103rd Street-Corona Plaza · 
111th Street · 
Mets-Willets Point · 
Flushing-Main Street
Van oost naar west: Grand Central-42nd Street · Times Square-42nd Street